# 菊池としを
菊池 としを（きくち としを、1960年〈昭和35年〉7月23日 - ）は、日本の漫画家。愛知県東海市出身。本名は菊池 俊夫

## 概要
政岡としやのアシスタントを経て、1983年講談社『週刊少年マガジン』に「スリー・シックスティ」が掲載されデビュー。
初連載作品は1985年より同社の『マガジンSPECIAL』にて連載開始された『蓮華伝説アスラ』。以降1995年ごろまでは同社の『週刊少年マガジン』やその増刊号である『マガジンSPECIAL』など少年誌を中心に執筆。当時としては珍しく、PCを駆使した作画もしていた。
1995年より執筆の場を集英社の青年誌である『ビジネスジャンプ』に移し約2年間『天空の門』を連載。
新宗教幸福の科学に入会したことを公表しており、1992年から幸福の科学のグループ会社、幸福の科学出版発行の雑誌『ザ・リバティ』などに現在も作品を発表している。

## 作品リスト

### 連載漫画
- 蓮華伝説アスラ（1985年 - 1987年、『マガジンSPECIAL』、講談社）全5巻
- 明王伝レイ（1988年 - 1993年、『週刊少年マガジン』→『マガジンSPECIAL』、講談社）全15巻　※2000年に同社より新装版発行。
- 新士師記サムソン（1993年、『マガジンSPECIAL』、講談社）
- YOH 光の抄（1993年 - 1994年、『マガジンSPECIAL』、講談社）全2巻
- 天空の門（1995年 - 1998年、『ビジネスジャンプ』、集英社）全6巻

### 幸福の科学関連
- マンガで見る幸福の科学1「天国の門」反省の章（1992年、幸福の科学出版）
- マンガで見る幸福の科学4「幸福の道」（仕事）（1994年、幸福の科学出版）
- 宗教的人格権裁判（1995年、幸福の科学出版）全1巻
- リアル・パニック（2010年 - 2012年1月　月刊誌「ザ・リバティ」幸福の科学出版）
- 新　過去世物語（2016-月刊誌「ザ・リバティ」幸福の科学出版）

## 画風
蓮華伝説アスラや天空の門では少年漫画のような画風だったが現在は写実的な画風が多い。